# Отшельник пахучий
Отшельник пахучий (лат. Osmoderma barnabita) — жук, принадлежащий к семейству пластинчатоусые.

## Описание
Жук длиной 25—35 мм. Окраска красновато-буро-черная со слабым металлическим отливом. Тело сверху и середина заднегруди слабо блестящие. Переднеспинка с раздвоенным бугорком, за которым — широкое углубление, суживающееся сзади в борозду. Надкрылья в крупных глазчатых точках и мелких морщинках. Передние голени с тремя зубцами.

## Распространение
Вся зона лиственных лесов Европы на севере до предела распространения дуба (Южная Швеция - Финляндия).

## Местообитания
Предпочитает преимущественно старые широколиственные леса. Лёт с июня до августа, пик приходится на июль-август. Личинки развиваются в трухе дуплистых деревьев, особенно дуба, хотя указывается и для ряда других лиственных пород. Цикл развития не менее 2 лет.

## Численность
Количественные учёты не проводились. По косвенным данным численность сокращается.

## Замечания по охране
Занесен в Красную книгу России (2 категория — сокращающийся в численности вид, И - исчезающий (в России по шкале МСОП - NT); II приоритет природоохранных мер.
Мероприятия по охране: ограничение вырубки и сохранение старых реликтовых лесных массивов